# Langit
Langit ist ein eher selten vorkommendes Mineral aus der Mineralklasse der „Sulfate (und Verwandte)“ mit der chemischen Zusammensetzung Cu4[(OH)6|SO4]·2H2O und ist damit chemisch gesehen ein wasserhaltiges Kupfer-Sulfat mit zusätzlichen Hydroxidionen.
Langit kristallisiert im monoklinen Kristallsystem, entwickelt aber meist nur kleine Kristalle bis etwa 7 mm Länge, körnige Krusten oder erdige bis massige Mineral-Aggregate von himmelblauer bis blaugrüner Farbe bei hellblauer Strichfarbe.
Langit bildet oft auch pseudo-orthorhombische oder pseudo-hexagonale Wiederholungszwillinge in Schneeflocken- oder Sternenform. Aufgrund seiner Ähnlichkeit in Farbe und Habitus besteht Verwechslungsgefahr mit Posnjakit und Wroewolfeit.

## Etymologie und Geschichte
Erstmals gefunden wurde Langit 1864 in der Kupfer-Mine „Fowey Consols“ (Tywardreath, Par Parish) bei St Austell in der englischen Grafschaft Cornwall (Vereinigtes Königreich) und beschrieben durch Mervyn Herbert Nevil Story-Maskelyne (1823–1911), der das Mineral zu Ehren des Wiener Physikers Victor von Lang (1838–1921) nach diesem benannte.

## Klassifikation
In der mittlerweile veralteten, aber noch gebräuchlichen 8. Auflage der Mineralsystematik nach Strunz gehörte der Langit zur Mineralklasse der „Sulfate, Selenate, Tellurate, Chromate, Molybdate, Wolframate“ und dort zur Abteilung der „Wasserhaltigen Sulfate mit fremden Anionen“, wo er zusammen mit Christelit, Guarinoit, Ktenasit, Nakauriit, Namuwit, Posnjakit, Ramsbeckit, Redgillit, Schulenbergit, Thérèsemagnanit und Wroewolfeit eine eigenständige Gruppe bildete.
Die seit 2001 gültige und von der IMA verwendete 9. Auflage der Strunz’schen Mineralsystematik ordnet den Langit ebenfalls in die Klasse der „Sulfate (Selenate, Tellurate, Chromate, Molybdate und Wolframate)“ und dort in die Abteilung der „Sulfate (Selenate usw.) mit zusätzlichen Anionen, mit H2O“ ein. Diese Abteilung ist allerdings weiter unterteilt nach der Größe der beteiligten Kationen und der Kristallstruktur, so dass das Mineral entsprechend in der Unterabteilung „mit mittelgroßen Kationen und Lagen von kantenverknüpften Oktaedern“ zu finden ist, wo es zusammen mit Guarinoit, Posnjakit, Schulenbergit, Thérèsemagnanit, Wroewolfeit die unbenannte Gruppe 7.DD.10 bildet.
Die Systematik der Minerale nach Dana ordnet den Langit in die Klasse der „Sulfate, Chromate, Molybdate“ und dort in die Abteilung der „Hydratisierten Sulfate mit Hydroxyl oder Halogen“ ein. Hier ist er einziges Mitglied in der unbenannten Gruppe 31.04.03 innerhalb der Unterabteilung der „Hydratisierten Sulfate mit Hydroxyl oder Halogen mit (A+B2+)4(XO4) Zq • x(H2O)“.

## Kristallstruktur
Langit kristallisiert monoklin in der Raumgruppe Pa (Raumgruppen-Nr. 7, Stellung 3) mit den Gitterparametern a = 11,21 Å; b = 6,03 Å; c = 7,12 Å und β = 90,0° sowie 2 Formeleinheiten pro Elementarzelle.

## Modifikationen und Varietäten
Die Verbindung Cu4[(OH)6|SO4] • 2H2O ist dimorph, das heißt, sie tritt in der Natur neben dem monoklin kristallisierenden Langit noch als ebenfalls monoklin, allerdings mit anderen Gitterparametern, kristallisierender Wroewolfeit auf.

## Bildung und Fundorte

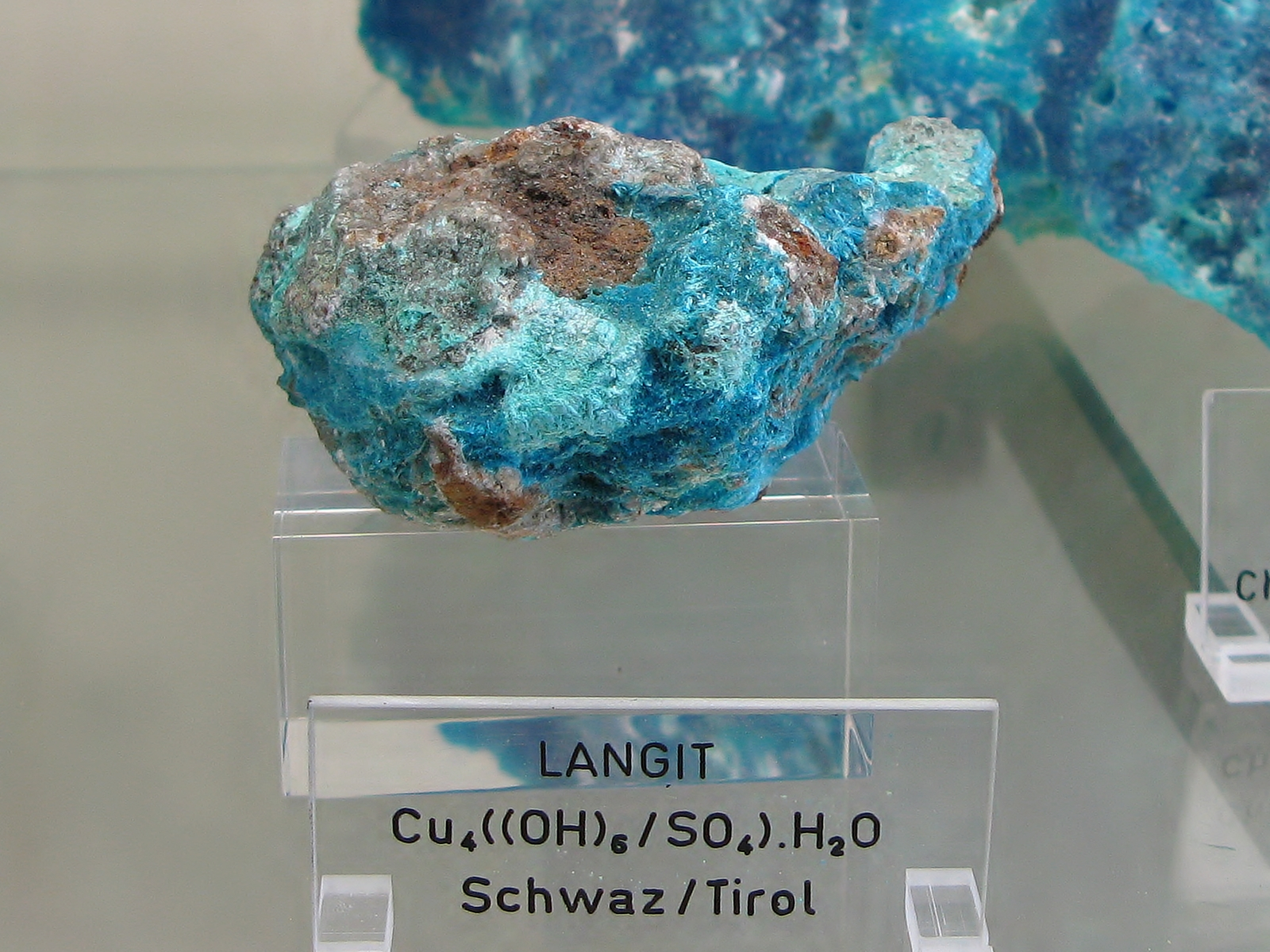
Massiges Aggregat von Langit aus Schwaz, Tirol

Langit bildet sich sekundär in der Oxidationszone von Kupfersulfid-Lagerstätten. Begleitminerale sind unter anderem Brochantit, Chalkophyllit, Connellit, Devillin, Gips, Malachit, Posnjakit, Serpierit und Wroewolfeit.
Weltweit konnte Langit bisher (Stand: 2010) an mehr als 400 Fundorten nachgewiesen werden, so unter anderem in Ägypten, Australien, Belgien, Bolivien, Deutschland, Frankreich, Griechenland, Irland, Italien, Japan, Kanada, Marokko, Moldawien, Namibia, Neuseeland, Norwegen, Österreich, Polen, Portugal, Schweden, der Schweiz, der Slowakei, Slowenien, Spanien, Südafrika, Tschechien, Ukraine, im Vereinigten Königreich (Großbritannien) und in den Vereinigten Staaten (USA).